# Pronville
Pronville là một xã trong tỉnh Pas-de-Calais, vùng Hauts-de-France, Pháp.

## Địa lý
Pronville có cự ly 15 dặm (24 km) về phía đông nam Arras, trên đường D22.

## Dân số
| 1962                                                              | 1968 | 1975 | 1982 | 1990 | 1999 | 2006 |
| ----------------------------------------------------------------- | ---- | ---- | ---- | ---- | ---- | ---- |
| 357                                                               | 358  | 305  | 261  | 239  | 272  | 310  |
| Số liệu điều tra dân số tính từ năm 1962, dân số chỉ tính một lần |      |      |      |      |      |      |

## Địa điểm nổi bật
- Nhà thờ St.Géry, rebuilt, as was much of the village, after the First World War.